# 今夜は心だけ抱いて
『今夜は心だけ抱いて』（こんやはこころだけだいて）は、唯川恵による日本の小説、またそれを原作とする2014年3月放送開始のテレビドラマ。
『週刊朝日』（朝日新聞社）にて2004年9月24日号から2005年4月29日号まで連載された。

## あらすじ
47歳の翻訳家・浅生柊子は、12年前に離婚して以来音信不通だった元夫から、イギリスへの赴任が決まったため、娘・美羽を卒業までの半年間預かって欲しいと頼まれる。離婚が決まった時、5歳の美羽に「ママなんかいらない」と言われたことに深く傷ついていた柊子だったが、美羽が了承するならばと引き受ける。相談のため12年振りに再会した美羽は美しく成長していたが、家族を捨てた柊子と暮らすことを拒み、偽装同居を持ちかけ、話し合いは決裂する。ところが、帰途に付く2人が乗り込んだエレベーターが落下事故を起こし、箱内で2人は強く打ち付けられ合い、病院で目覚めた時には、柊子は美羽に、美羽は柊子に入れ替わっていた。柊子との同居が決裂した以上、美羽は父と共にロンドンへ行くしかなかったが、この状態ではそれもままならないと、仕方なく同居を決める。
17歳の瑞々しい肌と体を手に入れた柊子は、30年前にできなかった恋をしてみようと、同い年の男の子との恋愛を楽しんでみたり、元の体だった時の恋人に会ってみたり、47歳になり受験勉強から解放された美羽は、老いた肉体に戸惑いながらも、元の体だった時に通っていたカフェでアルバイトを始め、大人の恋の苦さを知る。

## 登場人物
浅生 柊子（あそう しゅうこ）
翻訳家。47歳。大学時代から交際していた亮介と28歳で結婚し、1年後に娘・美羽を妊娠した。出産後、姑から亮介や美羽の世話は任せるよう言われ、すぐに職場復帰したものの、結婚前から姑とは不仲だったことも手伝って、亮介との関係も次第に歪み始め、35歳の時に離婚した。離婚する時に、美羽に「ママなんていらない。バーバがいい。」と言われ、勝ち誇ったような笑みを浮かべる姑の手前、美羽を泣く泣く手放した。
大学卒業後からアメリカのミステリー翻訳を専門とする小さな出版社に勤めていたが、離婚後間もなくして倒産し、再就職活動に励み、翻訳家として何とか食べていけるようになった。
真丘 美羽（まおか みわ）
柊子の娘。17歳。
カフェ『ガレージ』の常連だが、柊子の体で行くようになってから、自分が子供扱いをされていたことを思い知る。
真丘 亮介（まおか りょうすけ）
12年前に離婚した、柊子の元夫。商社マン。10年前に部下と再婚し、現在は6歳の息子もいる。ロンドンへの赴任が決まる。
吉岡 保（よしおか たもつ）
柊子が行きつけの恵比寿のバーで知り合った男性。39歳。事務機器メーカー勤務。既婚者だが、柊子と付き合っている。
真丘 真季子（まおか まきこ）
亮介の妻。柊子との離婚前から亮介と付き合っていた。
真丘 俊太郎（まおか しゅんたろう）
亮介と真季子の息子。6歳。
須加 洋平（すが ようへい）
出版社の社長兼編集長。おどおどとした話し方をする、人の良さそうな男性。
山村 比呂子（やまむら ひろこ）
美羽の親友。父親は不動産屋で、広尾の大邸宅に住んでいる。美羽と同じく中学から入学したが、寄付金で入ったとあっけらかんと話す。透と付き合いたいと思っており、アプローチする。
元宮 透（もとみや とおる）
公立高校の3年生。獣医を志しており、北海道の大学へ進学するための費用を貯めるためにアルバイトをしている。小学1年生の時に母が病死しており、父子家庭で育った。
橋井 章吾（はしい しょうご）
透の友人。
深尾 征夫（ふかお まさお）
透のバイト先のカフェ『ガレージ』のオーナー。50歳。元オートバイレーサーで、整備場兼ショップが隣接しており、自分がコーヒーを飲むためにカフェを作った。
堀田 ミチル（ほった ミチル）
深尾の恋人。元モデル。30歳。

## テレビドラマ
2014年3月4日から4月22日までNHK BSプレミアム「プレミアムよるドラマ」にて全8話が、田中美佐子と土屋太鳳の主演で放送。撮影は2013年10月27日から12月18日まで行われた。

### キャスト
- 浅生 柊子〈47〉 - 田中美佐子[4][5]
- 真丘 美羽〈17〉 - 土屋太鳳
- 元宮 透〈18〉 - 中川大志
- 堀田 ミチル〈29〉 - 田丸麻紀[6]
- 橋井 章吾 - 谷内伸也 （Lead）
- 山村 比呂子 - 城戸愛莉
- 太田 史也 - 神山大和
- 吉岡 保〈39〉 - 金子昇
- 真丘 真季子〈38〉 - 井上和香
- 真丘 亮介〈47〉 - 飯田基祐
- 田村 雅美 - 小野真弓
- 須加 洋平〈50〉 - 村田雄浩
- 深尾 征夫〈54〉 - 大友康平

### スタッフ
- 脚本 - 清水友佳子、谷岡由紀、半澤律子
- 原作 - 唯川恵
- 演出 - 塚原あゆ子、青山貴洋（ドリマックス）
- 主題歌 - 井手綾香「飾らない愛」[7]
- 挿入歌 - 井手綾香「I WON'T LAST A DAY WITHOUT YOU」[7]
- 制作統括 - 後藤高久（NHKコンテンツ開発センター）、新井順子（ドリマックス）

### 放送日程
| 放送回 | 放送日  | サブタイトル     | 脚本       | 演出       |
| ------ | ------- | ---------------- | ---------- | ---------- |
| 第1話  | 3月04日 | 47歳と17歳       | 清水友佳子 | 塚原あゆ子 |
| 第2話  | 3月11日 | ひとりの食卓     | 清水友佳子 | 塚原あゆ子 |
| 第3話  | 3月18日 | 二度目の初恋     | 清水友佳子 | 塚原あゆ子 |
| 第4話  | 3月25日 | ライバルは母     | 清水友佳子 | 塚原あゆ子 |
| 第5話  | 4月01日 | 二人の母         | 清水友佳子 | 青山貴洋   |
| 第6話  | 4月08日 | 12年前の秘密     | 谷岡由紀   | 塚原あゆ子 |
| 第7話  | 4月15日 | 愛しい人         | 半澤律子   | 青山貴洋   |
| 最終話 | 4月22日 | さようならの前に | 清水友佳子 | 塚原あゆ子 |